# Karzeł Wolarza II
Karzeł Wolarza II – karłowata galaktyka sferoidalna, znajdująca się w gwiazdozbiorze Wolarza, odkryta w 2007 roku dzięki danym z projektu Sloan Digital Sky Survey. Galaktyka oddalona jest około 42 kpc od Słońca i porusza się względem niego z prędkością 120 km/s. Jej klasyfikacja jako karłowatej galaktyki sferycznej oznacza, że posiada kulisty kształt, a jej efektywny promień wynosi około 51 pc.
Karzeł Wolarza II jest jednym z najmniejszych i najsłabszych satelitów Drogi Mlecznej – jego jasność jest około 1000 razy większa od słonecznej (wielkość gwiazdowa około -2,7), co jest jasnością o wiele mniejszą od jasności większości gromad kulistych. Pomimo tego masa tej galaktyki jest spora, stosunek masy do światła jest większy niż 100.
Gwiezdna populacja Karła Wolarza II składa się głównie z umiarkowanie starych gwiazd, uformowanych 10-12 miliardów lat temu. Metaliczność takich starych gwiazd jest niska, na poziomie [Fe/H] = −1,8, co oznacza, że zawierają co najmniej 80 razy mniej ciężkich pierwiastków niż Słońce. Obecnie w galaktyce nie przebiegają procesy formowania się gwiazd. Dotychczasowe pomiary nie wykryły w niej wolnego wodoru – górny limit wynosi jedynie 86 mas Słońca.
Karzeł Wolarza II jest położony zaledwie 1,5 stopnia (~1,6 kpc) od innej galaktyki karłowatej – Karła Wolarza I, ale fizyczny związek między nimi jest mało prawdopodobny, gdyż poruszają się w przeciwnych kierunkach w stosunku do Drogi Mlecznej. Ich względna prędkość, około 200 km/s, jest zbyt duża. Bardziej prawdopodobna jest ich zależność od Strumienia Strzelca, a co za tym idzie od eliptycznej galaktyki karłowatej Strzelca (SagDEG). Karzeł Wolarza II może być zarówno satelitą galaktyki SagDEG, jak i gromadą gwiazd oderwaną od głównej galaktyki 4–7 miliardów lat temu.